# Stamboom Maria van Nassau (1553-1554)
Dit is de stamboom van Maria van Nassau (1553-1554).
| Stamboom Maria van Nassau (1553-1554) | Stamboom Maria van Nassau (1553-1554)                                                       | Stamboom Maria van Nassau (1553-1554)                                                      |
| ------------------------------------- | ------------------------------------------------------------------------------------------- | ------------------------------------------------------------------------------------------ |
| Grootouders                           | Willem van Nassau-Dillenburg (1487-1559) Willem de Rijke x Juliana van Stolberg (1506-1580) | Maximiliaan van Egmond-van Buren x Françoise de Lannoy                                     |
| Ouders                                | Willem I van Oranje-Nassau (1533-1584) Willem de Zwijger x 1551 Anna van Buren (1533-1558)  | Willem I van Oranje-Nassau (1533-1584) Willem de Zwijger x 1551 Anna van Buren (1533-1558) |
| Maria van Nassau (1553-1554)          |                                                                                             |                                                                                            |
| Kinderen                              | -                                                                                           | -                                                                                          |